# 罗伯特·豪
罗伯特·豪（英語：Robert Howe，1732年—1786年12月14日）是北卡罗来纳省美国独立战争大陆军将领。他出生显赫政治世家，是该殖民地在大陆军中服役的5位将领之一，也是职位最高的一位（少将）。他还曾在北卡罗莱纳殖民地议会和州议会中担任立法议员。
英法北美战争期间，豪曾在殖民地民兵部队服役，并统领恐怖角河口的约翰斯顿堡。他还曾于规管战争时期担任皇家总督威廉·特赖恩的炮兵队上校。豪与特赖恩私交甚佳，后者成为纽约总督后，豪的多个重要职务被剥夺，他也强烈反对新总督的多项举措。1773至1775年间，豪积极维持北卡罗莱纳和其他北美殖民地之间的联络，参加北卡罗莱纳省议会。革命战争打响后，豪晋升准将，并参与大陆军南方军部的许多行动，还一度成为南方军部总司令。1778年，他在防御萨凡纳对抗英军的战斗中失利，大陆军和爱国者民兵损失惨重。
豪担任军事指挥官的经历充满争议，他与乔治亚和南卡罗莱纳的政军领袖因民兵指挥权问题导致不和。1778年，他与南卡罗莱纳的克里斯托弗·加兹登以手枪决斗，此事就是因豪与南卡罗莱纳政府间的冲突引起。除政治和军事争议外，豪的反对者又将他描绘成好色之徒，这些因素共同影响，促使大陆会议解除了他对南方军部的指挥权。豪接下来前往纽约接受乔治·华盛顿将军调遣，但在此期间仍然没有什么显著成就。他以资深军官身份主持军事法庭，判决英国军官约翰·安德烈间谍罪名成立并处绞刑。豪本人也受到意图叛投英国的指控，但华盛顿认为这不过是英军有意在大陆军中制造分歧。战争后期，豪多次协助平定宾夕法尼亚和新泽西的兵变，再在战争结束后于1783年回到北卡罗莱纳州。1786年，豪当选北卡罗莱纳州众议员，但就在前去参加会议时病倒，于12月14日辞世。

## 早年生活和家庭

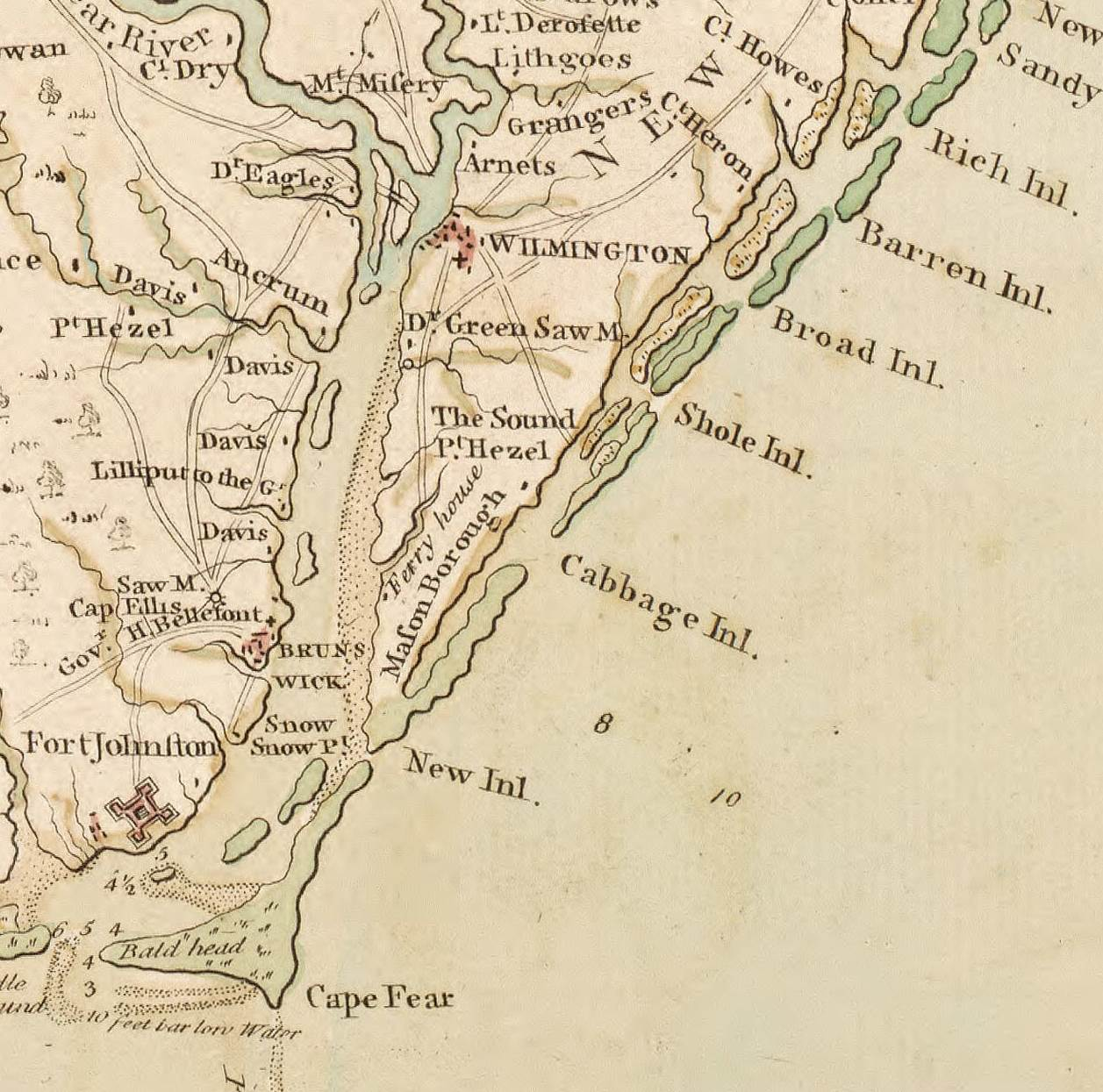
约翰·科莱所绘1770年北卡罗莱纳州地图的一部分，可以看到恐怖角河周边，豪的种植园位于最右上角的巴伦水湾附近。

罗伯特·豪生于1732年，他的父亲叫乔布·豪（Job Howe，又名），是北卡罗来纳省南部总督詹姆斯·摩尔（James Moore）的孙子，也是总督约翰·耶曼斯（John Yeamans）的后裔:218。乔布娶过多位夫人，不同来源中对罗伯特母亲的身份存在争议，有来源认为罗伯特的母亲是北卡罗莱纳殖民地法学家弗雷德里克·琼斯（Frederick Jones）的女儿玛莎（Martha）:5，也有来源认为他的母亲名叫莎拉（Sarah）:218，还有来源认为乔布的第三任太太简（Jane）才是罗伯特的生母:496。乔布·豪的先辈曾是17世纪末到18世纪初南卡罗莱纳殖民地的种植园主和政治人物:2–3。罗伯特出生前，他的家人离开查尔斯顿，在英属北卡罗莱纳省的恐怖角河岸定居:218。乔布是摩尔家族的延伸成员，本是在南卡罗莱纳生活，之后定居恐怖角下游，到18世纪30年代已在此拥有超过3万2000公顷农田:4。乔布·豪于1748年去世，把父母传下的庄园和财富留给罗伯特:496。罗伯特还有两个弟弟和两个妹妹，他们在乔布的遗嘱中都有提及:3。
家人将年幼的罗伯特·豪送到英格兰接受教育:218，但有多个来源认为他并没有前去:5。1751至1754年的某个时间里:5，完成学业的豪迎娶了同样继承有大笔财富的莎拉·格兰奇（Sarah Grange）:218:496。豪还有过多段婚外情，子女的准确数量虽不得而知，但至少有一个同样叫罗伯特的儿子，两个女儿玛丽（Mary）和安（Ann），此外还有至少4个母亲身份不详的女儿。同时代的人大多认为豪是好色之徒，到1772年时，他和格兰奇已形同陌路，两人从此分居:218。两人正式分居那年，豪录下契据，为妻子的生活提供保障:4。
支持保皇党的日记作家珍妮特·肖（Janet Schaw）曾于革命爆发前这样形容罗伯特·豪：
……（他）比我在这个国家见过的任何人都表现得更像一名绅士。他被视为某种可怕的动物，某种吃女人的动物，会吞噬任何挡住他去路的人，而且没有任何女人能够抗拒他的魅力。但是，无需为你的朋友感到痛苦，我敢向你保证，他们都高估了他的优点，正如我敢肯定会有女人能够抗拒他一样，所以，我也相信，他并不像很多人以为的那样可怕。
豪从祖母和父母那里继承了大笔财产，拥有当时巴伦水湾（Barren Inlet，如今人称梅森水湾）附近的水稻种植园“豪之角”（Howe's Point）。种植园所在地与如今的菲格伊特岛（Figure Eight Island）隔海相望。豪还在如今的布拉登县地区拥有一处名为“苦难山”（Mount Misery）的种植园。他打算用祖母留下的钱财和奴隶建立自己的财富。:5–6

## 殖民地从政和军旅生涯
1755年左右，豪担任布拉登县民兵连上尉，并于1756年获任命成为该县太平绅士。1760年，豪代表布拉登县入选殖民地议会，一直任职到1762年。1764年，议会组建不伦瑞克县，豪获任命为新县太平绅士，并且又成为代表该县的议员，此后还获得6次连任。:2181765年，豪与包括休·沃德尔（Hugh Waddell）、阿布纳·纳什（Abner Nash）和科尼利厄斯·哈奈特（Cornelius Harnett）在内的几位殖民地领导人一起组建威尔明顿自由之子组织，积极参与抗议活动，反对向大部分印刷材料征税的1765年印花税法:244。自由之子成员当时并不觉得自己的反抗之举属于叛乱，他们的行为是基于这样的理念：如果政府法案不符合人民的意愿，那么官员就没有充分权力来继续行使:112。印花税法危机解除后，豪成为殖民地财政大臣:497。恐怖角河流域是北卡罗莱纳殖民地针对印花税法发起抗议活动的中心，但豪与总督威廉·特赖恩（William Tryon）私交甚佳，并且总督也为他的政治报负提供过方便，所以豪没有采取积极对抗特赖恩的实质性行为:13–14。
英法北美战争期间，豪与来自弗吉尼亚殖民地的军人一起服役。1766年，他获委任为民兵上尉，统领恐怖角河口的约翰斯顿堡（Fort Johnston，位于如今北卡罗莱纳州不伦瑞克县的绍斯波特）。豪于1766至1767年担任该堡司令官，之后又于1769至1773年出任同一职务:14–16。豪起初对此职位感到满意，但他之后还是希望能进入英国正规军，传统上要成为约翰斯顿堡司令官，都要先在英国正规军服役。虽然得到特赖恩的支持，但豪始终未能获得任命。:7221768年殖民地议会期间，豪在引入法案改善殖民地货币不足上发挥突出作用。他的法案建议认可大宗商品为法定货币，但未获通过:165。从一定程度上来说，规管运动的兴起是因为北卡罗莱纳穷乡僻壤的农民对补交税款和来自民间债权人的压力感到不满，这两点都是豪于1768年提出的法案中试图解决的问题:161。
虽然豪致力对殖民地政策进行改革，但这仍然不足避免规管战争。暴乱发生后，豪成为特赖恩总督的炮兵队上校，在皮德蒙特（Piedmont）听从总督指挥打击武装示威人士。:2181768年，豪在奥兰治县希尔斯伯勒（Hillsborough）对抗暴民，之后又于1771年在阿拉曼斯战役期间担任炮兵队司令和军需总长，这两次他还是总督特赖恩的随从人员:15–16。1773年初，约西亚·昆西二世（Josiah Quincy II）到访北卡罗莱纳，希望促进南方和波士顿的活跃人士通力合作，他还对规管战争中的暴民心存同情，因此对事件起因展开调查。在此期间，豪担任昆西的向导，并且在科尼利厄斯·哈奈特和威廉·胡珀（William Hooper）的共同协助下说服昆西，规管运动是不合理的，暴民也不应该拿起武器反对特赖恩。:209在昆西看来，豪智勇双全，思想理智而有责任感……理智的男人会尊重他，女人的世界更会喜爱他，他承认，豪也“有缺点和不足，但又有谁没有呢。”:18不过更为重要的是，昆西与豪、胡珀，以及哈奈特的走访在不同殖民地间建立起沟通的桥梁，为之后共同应对大英帝国政府的强权统治打下基础:7。
豪拥有的私人财富一直不稳定，1766至1775年间，他被迫抵押土地并出售奴隶来获取资金。1770年，豪买下恐怖角河沿岸占地160公顷的肯德尔种植园，但到了1775年，他又以约214英镑的价格将之抵押。造成这种情况的确切原因已不可考，多位现代评论家认为，这是因为豪需要紧跟统治精英阶层的脚步，在相应场合露面。继任特赖恩皇家总督职务的约西亚·马丁则认为，豪对钱财管理不善，有可能导致他在出任公职后挪用公款。:6–7马丁还认为，豪有意减少约翰斯顿堡的人员配备，用殖民地议会拨给当地驻军的资金中饱私囊，约翰斯顿堡之前的司令官和其他英国皇家军官都经常用这种手段贪污，并且特赖恩也对豪的做法视而不见:725。但也有来源指出，豪担任司令员期间实际上为该堡增加了25名驻军。身为立法议员和政府官员的豪与马丁在工作上关系不佳，马丁担任总督后不久就解除了豪的两项职务：约翰斯顿堡司令官和殖民地财政大臣:16。1770年，殖民地议会试图通过法案，允许债权人经过法院判决，用英格兰居民在北卡罗莱纳拥有的不动产来抵押债务。但马丁希望只有英国法院而非殖民地法院拥有这样的权力，殖民地居民只能通过英国法院寻求救济，这导致他和豪发生正面交锋:16–17。马丁认为，豪这样强烈反对新总督的政策，只是因为对之前被解职怀恨在心:726。

## 美国革命期间的从政和军旅生涯
1773年12月，北卡罗莱纳殖民地议会组建通信委员会，其成员包括豪、理查德·卡斯威尔（Richard Caswell）、约翰·哈维（John Harvey）、约翰·阿什（John Ashe）、约瑟夫·休斯（Joseph Hewes）和塞缪尔·约翰斯顿（Samuel Johnston）。委员会的任务是与其他殖民地保持通信联络，促进协调，共同抵抗英国通过征税等方式剥削殖民地居民。:257–258从1774年开始，豪成为威尔明顿和不伦瑞克县安全委员会成员:218。英国政府颁布的茶税法在波士顿引起倾茶暴动及其他抗议事件，英国政府于是又通过包括波士顿港口法在内的多条法案，波士顿因此关闭，北美殖民地居民称这些法案都是不可容忍法案:258–259。1774年8月，豪进入另一委员会，组织将玉米、面粉和猪肉等补给物资送往波士顿:218。
1774年8月25日，第一届北卡罗莱纳省议会召开，豪是其中代表不伦瑞克县的议员。议会很快通过法案，禁止北卡罗莱纳将烟草、焦油在内的任何贸易品出口到英国，也禁止从英国进口茶叶:24。同年，豪起草多份文件，对之后人称爱国者或“辉格党人”的人士表示同情，还要求皇家总督马丁实施改革:497。1775年4月7日，面对总督马丁对省议会属法外机构的指责，豪向殖民地议会演说，拒绝总督解散第二届省议会的要求。议会采纳了豪的意见，这导致马丁直接中止了殖民地议会议程。:6–7美国独立战争的第一战列克星敦和康科德战役于1775年打响后，豪开始操练当地民兵，用鼓和小提琴这样不同寻常的组合来代替传统的鼓笛和鼓:11。
1775年7月15日，豪带领500民兵从不伦瑞克镇（Brunswick Town）突袭总督官邸，意图绑架马丁:218。但马丁已于这天清晨从约翰斯顿堡出逃，于7月19日到达英国皇家海军“克鲁兹号”（HMS Cruizer）:270:218。豪命令民兵将约翰斯顿堡付之一炬，首先焚烧的是司令官约翰·科莱上尉的家，安全委员会此前曾指控他贪污:14–15。马丁逃脱后于1775年8月8日发表声明，把北卡罗莱纳不断加剧的动荡形式归咎于威尔明顿安全委员会传播的那些“最卑鄙、最可耻的煽动性谎言”:271。
1775年8月20日，第三届北卡罗莱纳省议会在希尔斯伯勒召开，豪再次成为不伦瑞克县代表，并获命进入委员会，负责起草议员誓辞。这份誓辞宣誓效忠英国国王，但否认英国议会有权向美洲殖民地征税:27–28。有来源指出，豪曾在1776年的第四届北卡罗莱纳省议会期间宣布：“独立似乎是众口一词，我还不知道有任何人对此反对”:280。

## 进入大陆军服役

### 诺福克焚城战

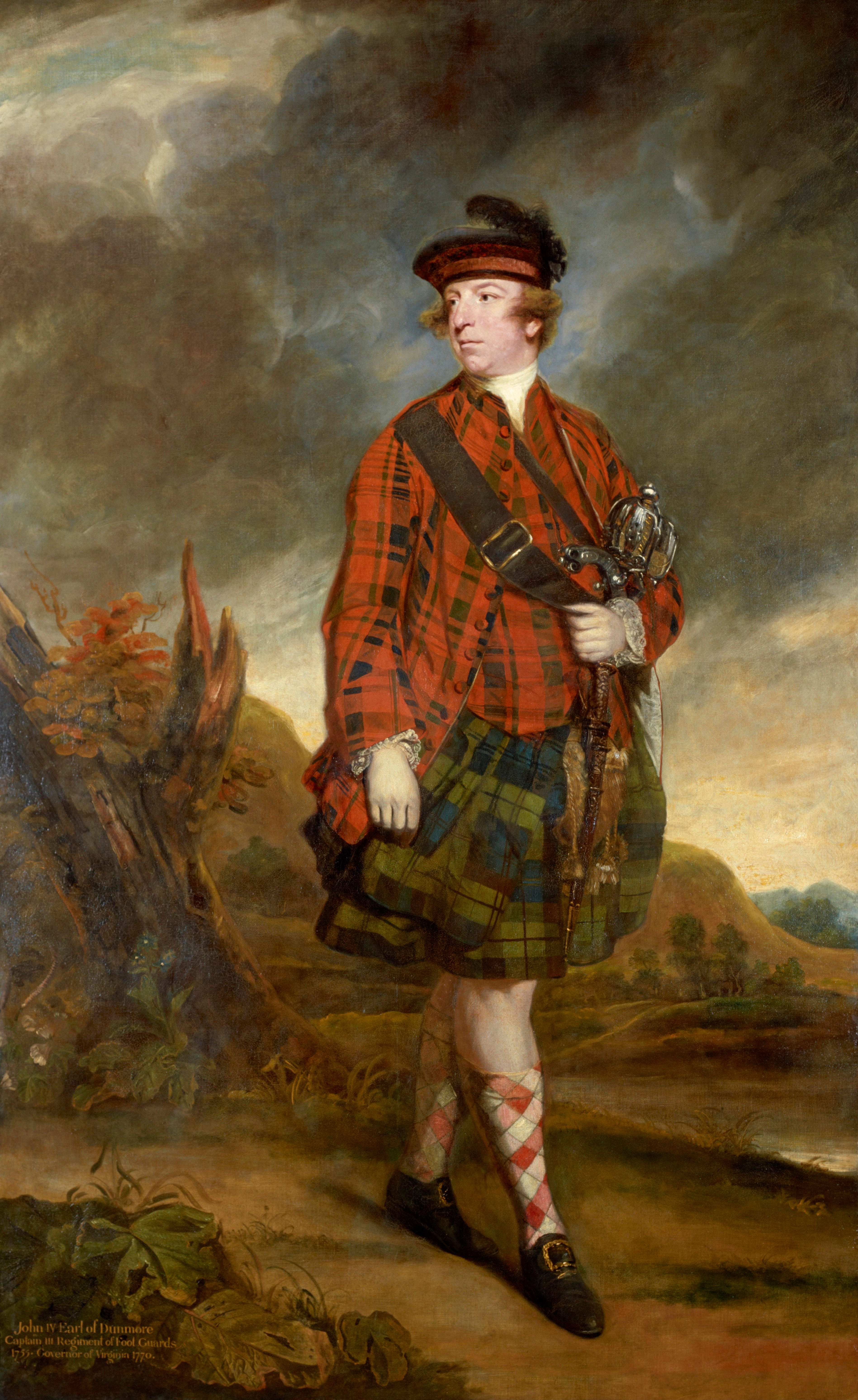
邓莫尔（图）是豪在诺福克焚城战中的对手，约书亚·雷诺兹于1765年所绘。

1775年9月1日，第三届北卡罗莱纳省议会任命豪统领新组建的大陆军北卡罗莱纳第2团，官封上校:16–17。1775年秋，豪把指挥部设在克雷文县的新伯尔尼（New Bern），受省议会之命负责保护北卡罗莱纳北半部到与弗吉尼亚殖民地交界处:28–29。当时，英国兵力由弗吉尼亚殖民地最后一任皇家总督第四任邓莫尔伯爵约翰·默里统领，正在弗吉尼亚东部横行:29。豪主动出击，带领北卡罗莱纳将士进入弗吉尼亚，在大桥战役结束后不久到达:24。接下来他领军占领不久前被保皇党武装分子遗弃的诺福克，开始接掌当地多支北卡罗莱纳和弗吉尼亚部队:218。诺福克周边地区则是由邓莫尔领导的保皇党民兵部队控制:497。
豪的从军资历比弗吉尼亚的威廉·伍德福德（William Woodford）资深:218，他与停泊在诺福克众多船只的船长就补给问题展开谈判，这些船上当时挤满了保皇党难民。局势很快恶化，英国海军陆战队率先发动进攻，接踵而至的是皇家海军舰只的炮击，最后爱国者部队也开始焚城，诺福克于1776年1月1日焚毁:25–26。大火接下来还肆虐了两天，豪命令将城内大部分仍然屹立的建筑物夷为平地，然后再撤出该城，让这里变得对英国人更没有利用价值:26。据伍德福德所述，豪在诺福克指挥作战期间“勇敢、谨慎而且意气风发”:218。1775年12月22日，弗吉尼亚大会正式向豪致谢，1776年4月22日，第四届北卡罗莱纳省议会也向他正式致谢:218。

### 1776至1777年：查尔斯顿
1776年3月，第二届大陆会议将豪和同样来自北卡罗莱纳的詹姆斯·摩尔一起提升为准将:218。两人都是大陆军中仅有的五位北卡罗莱纳将领之一。豪起初获命统领弗吉尼亚境内的所有大陆军:38，但他和摩尔很快就获命赶赴南卡罗莱纳。由于亨利·克林顿率英国陆军和皇家海军到达恐怖角河河口，摩尔的行程受到延误，因此豪率先抵达南卡罗莱纳:218。克利顿登上北卡罗莱纳海岸后发布公告，称一度拿起武器对抗英王的人可以得到赦免，但这其中不包括豪和正担任北卡罗莱纳省议会主席的科尼利厄斯·哈奈特:218。英军在威尔明顿周边活动期间，豪拥有的肯德尔种植园遭到洗劫:41。
到达查尔斯顿后，豪成为大陆军南方军部司令查尔斯·李（Charles Lee）少将的副官:72。1776年6月，豪在第一次查尔斯顿围城战期间直接统领南卡罗莱纳民兵:218并负责城区防御:43。李受命北上协助乔治·华盛顿将军后，詹姆斯·摩尔接过大陆军南方军部指挥权:218。李离开后，豪成为查尔斯顿和萨凡纳的司令官，1776年9月，豪卷入争议，当时南卡罗莱纳省议会准许其军官招募来自北卡罗莱纳的大陆军军人，而豪则恳请北卡罗莱纳省议会同意指收南卡罗莱纳的人员入伍，因为南卡罗莱纳省拥有各多的白人男性。北卡罗莱纳最终接受豪的请求，但要求他必须先把已被南卡罗莱纳挖角的北卡罗莱纳军人收回。南卡罗莱纳省议会展开反击，要求豪支付所有回归将士的佣金。:80詹姆斯·摩尔于1777年4月15日逝世，豪因此接掌南方军部:51。

### 1777至1778年：远征佛罗里达和政治争议
豪的指挥方式很快引起不满，1777年8月20日，南卡罗莱纳议会提出抗议，反对由豪统领南卡罗莱纳范围内的军人:218–219。虽然如此，但他还是于1777年10月20日晋升少将:218，成为大陆军中唯一的北卡罗莱纳少将。豪经常会与南方军部多个殖民地的民事领导人出现分歧，他也经常会把自己同殖民地官员之间的冲突交给大陆会议解决:54。这其中特别值得注意的是他与乔治亚殖民地政府的早期冲突，政府要求由总督在交战期间领导州民兵，但豪认为一旦发生交战，一切武装力量都应由自己指挥，大陆会议也同意他的看法:56。但这其中的复杂性在于，大陆会议是授权各殖民地政府而非军队领导人筹集资金用于军事开支，所以豪只能依靠殖民地政府来筹资:40。
1778年，豪获命按查尔斯·李的计划袭击英属西佛罗里达，但他并不赞同这一作战计划:218。1777年曾有过一次针对该殖民地的远征行动，豪没有直接参与，行动很快就失败了:62。但大陆会议指示豪继续同乔治亚的民兵一起进军佛罗里达:68。豪请求大陆会议安排奴隶修筑公路，并充当南下军队先锋，但由于奴隶人手不足，联军进入佛罗里达的进程也相应受阻:75。
1778年6月29日，豪攻占乔治亚和佛罗里达交界地段圣玛丽河上的桐宁堡（Fort Tonyn）。但乔治亚总督约翰·豪斯顿（John Houstoun）不但拒绝把民兵指挥权交给大陆军将领，而且也不肯参加豪的会议。:79–80, 83接下来，安德鲁·威廉森上校率领南卡罗莱纳民兵抵达乔治亚，他同样不愿把民兵指挥权交给豪，令局势雪上加霜:80。此后不久，英军获得增援，开始向萨风纳逼近:497。到了1778年7月14日，豪被迫向北撤军返回查尔斯顿:83。乔治亚殖民地官员很快就开始中伤大陆军指挥官，大陆会议之前曾认定豪对民兵部队拥有优先指挥权，所以无法理解豪为什么不能有效指挥乔治亚民兵。这些因素共同影响，使得豪一人担负了远征佛罗里达失败的大部分责任。:87

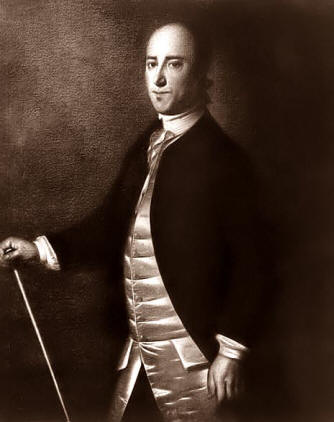
豪曾于1778年与克里斯托弗·加兹登（图）决斗

### 1778年：与克里斯托弗·加兹登决斗
除了在地方军政领导人存在磨擦外，豪还面临着其他困难。1778年8月30日，他与南卡罗莱纳的克里斯托弗·加兹登（Christopher Gadsden）以手枪进行决斗。加兹登曾是豪的部下，于1777年辞职并自认受到豪的冒犯。这次争议的本质与豪涉及的其他许多争议一样，都是大陆军和殖民地政府在殖民地军队主控权问题上的冲突。:9–10加兹登起草信件并四处传播，在信中质疑豪担任指挥官的头脑和能力，还质疑豪是否有合法权力向南卡罗莱纳大陆军发号施令。豪对此深感冒犯，于1778年8月17日向加兹登挑战:184–185。
决斗期间，南卡罗莱纳总督查尔斯·平克尼（Charles Pinckney）的父亲科诺尔·查尔斯·平克尼（Colonel Charles Pinckney）是豪的副手，巴纳德·埃利奥特上校（Colonel Barnard Elliot）则是加兹登的副手:186。豪第一个开枪，但却在仅8步以外打偏:218–219，只是铅弹擦伤了加兹登的耳朵:497。加兹登于是故意从自己左肩上向后打了一枪，要求豪再开一枪，但豪没有同意:186。两人最终商议了一些赔偿方式后分道扬镳。这一事件并没有就这样静悄悄地结束，《南卡罗莱纳和美国宪报》（South Carolinian and American Gazette）于1778年9月3日刊文，全面报道这起决斗。同月，英国军官约翰·安德烈（John André）以这起决斗为主题发表18节讽刺诗，并在诗中模仿洋基歌的歌词风格。:10–12

### 1778年：解除指挥权及萨凡纳之战

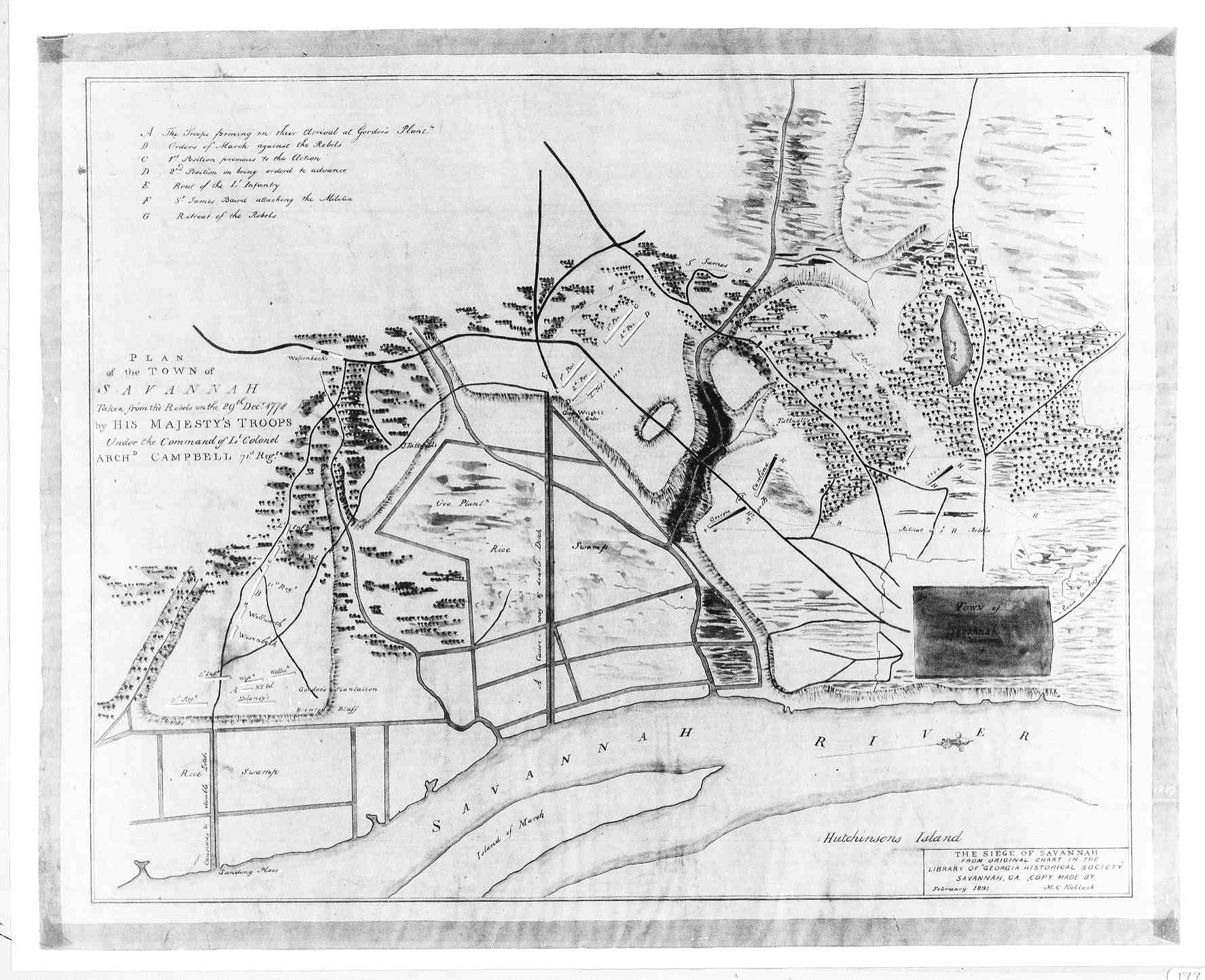
1891年重绘的1778年地图，描绘第一次萨凡纳战役。

南卡罗莱纳殖民地出现传言，称豪曾在当地调戏女子，大陆会议于是在1778年9月25日解除豪对南方军部的指挥权，派本傑明·林肯少将接手:218–219。豪仍然留在南方军部，并在萨凡纳指挥。等待林肯带领增援前来萨凡纳期间，豪在该市周围建立防御工事，准备应对迫在眉睫的进攻:218。总督豪斯顿这时仍然没有改变态度，只给予豪很少的民兵支援:218。
1778年12月29日，阿奇博尔德·坎贝尔率领英军在萨凡纳附近登陆，他在战斗开始后不久就通过一片豪一度认为不可能通过的沼泽，成功包抄豪率领的部队侧翼:191。豪此前曾命令侦察兵查探是否有任何方式可以通过这片沼泽，但坎贝尔找到的路是由一名奴隶所指，爱国者一无所知:96。豪的部队本来占据有利地形，足以进行长时间的抵抗，但突然出现在后方的英军在爱国者中引起慌乱:95–96。豪指挥的民兵很快就逃离战场，超过500名爱国者或大陆军军人阵亡或被俘:191。这场惨败导致萨凡纳落入英军之手，豪也因此饱受指责:218。1779年1月3日，豪正式将指挥权移交林肯:100。
萨凡纳的战败导致豪受到乔治亚殖民地官员的进一步指责，他们认为豪把乔治亚拱手让给了英国；大陆军将领威廉·莫尔特里（William Moultrie）则认为，豪带领的部队人数远远不及英军，所以从一开始就不该如此不自量力:98。豪之后在军事法庭上作证称，他知道英军通过沼泽的路，但他当时认为英军“基本不可能”会从那条路过来，所以没有防范:736。这一说法与之前乔治亚民兵军官乔治·沃尔顿（George Walton）的证词不符，沃尔顿称，豪在开战前根本不知道那条路，而且他曾告诉豪有这样一条路存在，但豪认为沃尔顿弄错了:735–736。

### 1779年：哈德逊河谷与康涅狄格州

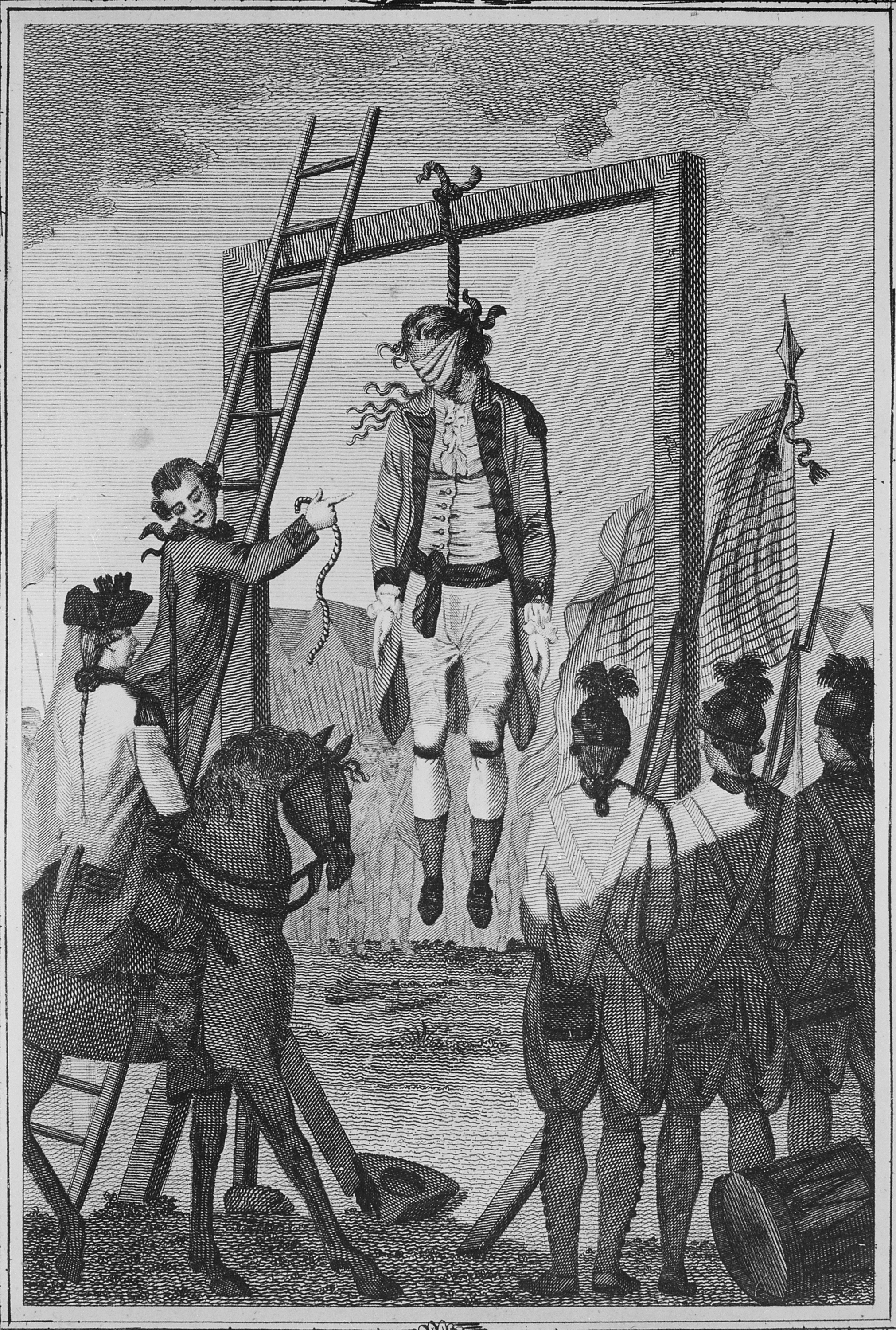
豪及其他多名高级军官裁定约翰·安德烈间谍罪名成立，安德烈因此被绞死。

林肯接管南方军部后，豪获命北上，于1779年5月19日重新加入大陆军。豪因摔倒受了伤，导致他连续一个月里无法执行任何任务。:219起初他受命防卫康涅狄格殖民地免遭英军袭击，豪的昔日恩师威廉·特赖恩及其副官埃德蒙·范宁（Edmund Fanning）都曾偷袭该殖民地。豪将指挥部设在费尔菲尔德县的里奇菲尔德（Ridgefield）。:103
斯托尼角战役结束后不久，豪获命于1779年6月18日协助以色列·普特南将军进攻弗普兰克角（Verplanck's Point）的英军防御工事，这里和斯托尼角（Stony Point）只隔了一条哈德逊河。豪受命指挥炮兵炮击英军工事，再带领步兵冲锋，然而，他获得的弹药、粮草、大炮，甚至修筑战壕的工具都太少，无法发起有效进攻夺取阵地。他向华盛顿将军建议，这样的进攻没有实际价值，然后在得到华盛顿同意后取消围攻战。:219多位历史学家指出，豪未能在这一战中夺得英军要塞，这对他的军旅生涯造成了非常不利的影响，导致他此后再也没有指挥过重大战斗。同时代的威廉·欧文（William Irvine）批评豪“有这么一种‘天赋’……去找到很多所谓的阻碍和勉强合理的借口，来拖延自己”对弗普兰克角的进攻:174。
斯托尼角战役结束后，豪一度被分配到由多个马萨诸塞旅组成的华盛顿大陆军左翼，受约翰·尼克松（John Nixon）和约翰·格洛弗（John Glover）准将指挥，豪依然把总部设在里奇菲尔德:105–106。豪控制的地区很少有军事行动，但他通过招募和培养大批间谍，为爱国者提供英军在曼哈顿和长岛海湾沿线的驻防情况信息:106。

### 1779至1780年：西点以及贝内迪克特·阿诺德的叛变
华盛顿将军任命豪主持军事法庭，裁决贝内迪克特·阿诺德将军在1778至1779年担任费城地区司令官期间是否有不当行为。据称，阿诺德在此期间曾与英国商人交易，还收受过私营商户的钱款，以他当时的身份而言，这些行为有欠恰当，此外还存在其他多种阿诺德行为失当的指控。仲裁庭设在豪位于米德尔敦的总部，曾因英军来攻的威胁休庭数月，再于1779年12月开庭，1780年1月休庭:112–113。1779年秋，华盛顿命令豪进入战备位置，准备和法国海军一起对英军发动海陆联合进攻，但法国方面始终没有对纽约展开实质攻击:109。1780年1月26日，军事法庭作出截决，裁定阿诺德违反战时规定，允许敌方港口开出的船舰进入费城，建议华盛顿谴责阿诺德:114。
1780年2月21日，豪成为大陆军位于西点防御工事的司令官。但是，阿诺德和大陆会议中的多位支持者之后说服华盛顿，于1780年8月3日任命阿诺德执掌西点防御工事。此后阿诺德叛变，将这处要塞拱手让给英军。战争余下的时间里，豪主要在哈德逊河上游河谷地区活动，监督自己在该区域建立的间谍网络，双重间谍约书亚·赫特·史密斯（Joshua Hett Smith）便是网络中的一份子，他在之后阿诺德的叛变和受起诉过程中扮演关键角色。:128–129在此期间，有证据显示豪可能同英国方面有所交流，但华盛顿认为这些证据不足以采信，不过是英军将领亨利·克林顿散播的谣言。豪还担任军事法庭委员会委员，裁定英国军官约翰·安德烈少校间谍罪名成立并判处死刑，安德烈的任务是协助阿诺德叛变。:129

### 1781至1873年：宾夕法尼亚兵变及战争结束
1781年，新泽西殖民地因宾夕法尼亚战线兵变的影响发生庞普顿兵变，豪协助平定了后一场兵变:219。华盛顿下令豪包围庞普顿兵营，并安排军事法庭开审，处决了两个叛兵头目:219。1781年秋，豪请求与华盛顿前往弗吉尼亚与英军作战，当时还预期这将是两军的最后一战，但华盛顿没有同意:139。豪还受到传唤，到费城接受军事法庭质询，调查他在1778年防守萨凡纳期间是否存在行为失当。仲裁庭由弗里德里希·威廉·冯·斯托本主持，1781年12月7日开庭，1782年1月23日休庭:140–141，法庭最终认为，豪在萨凡纳的作为值得“最高荣誉”，没有任何失当之处:498。
1782年春，助理副官长约翰·卡莱尔（John Carlisle）命令豪召集军事法庭，调查亚历山大·麦克杜格尔将军是否有行为失当的情况。麦克杜格尔和豪私交甚佳，但法庭最终认定麦克杜格尔存在轻度违规，曾将1776年一次战争议会中的机密信息泄露给不具备相应权限的人员:142。1783年，豪受命平定1783年宾夕法尼亚兵变，这场抗议活动导致大陆会议不得不离开费城另觅地点:219。

## 战后经历及逝世
平定1783年的宾夕法尼亚兵变后，豪参与建立辛辛那提协会，并且第二个在该协会的全国宪章上签字，名字就在冯·斯托本的正下方:149。接下来，豪返回北卡罗莱纳的肯德尔种植园，他的远亲拥有更有名气的奥顿种植园，位于肯德尔所在河段下游。同年，豪成为辛辛那提协会北卡罗莱纳分会的创始人，还签署了分会宪章。1783至1784年的大部分时间里，他多次往返费城、纽约及东北部的其他多个城市，豪认为大陆会议还欠自己一些债务，希望能够结清:150。他不得不再次将种植园抵押，直到1785年才从大陆会议获得7000美元的补偿:151。
1785年，豪受联邦国会之命与西部多个印第安人部落缔结条约:498，但却没有与乔治·罗杰斯·克拉克（George Rogers Clark）、理查德·巴特勒（Richard Butler）和塞缪尔·霍尔登·帕森斯（Samuel Holden Parsons）一起上路，三人于1786年在没有豪参与的情况下签署芬尼堡条约:151–152。豪在秃头灯塔建设规划期间协助本杰明·史密斯（Benjamin Smith），还积极走上北卡罗莱纳州法庭，向昔日的保皇党伸出援手，帮助他们回归原有生活:152–153。
1786年夏，豪当选北卡罗莱纳州众议员:153。但他就在前去参加会议的路上病倒，于1786年12月14日在布拉登县逝世:218–219，身后遗骨下葬在他的土地上，这些土地如今属哥倫布縣，但豪下葬的确切地点已不得而知:153。绍斯波特的老史密斯维尔墓地之后建起纪念馆，纪念豪的一生。

## 影响
罗伯特·豪没有足够的军事成就，个人名声也不佳，这导致他在同代人及后世眼中的形象以负面为主。但北卡罗莱纳历史学家休·兰金（Hugh Rankin）在简略介绍豪的生平时指出：“机遇到来之时，他都没有足够的手段和实力，来赢得他人的认可和尊重。”:2191903年，北卡罗莱纳州联邦众议员约翰·迪拉德·贝拉米（John Dillard Bellamy）提出法案，建议在威尔明顿竖立豪的骑马雕像，纪念这位将军的功绩，但法案未获通过:1–2。1940年，北卡罗莱纳州政府在该州第133号高速公路位于不伦瑞克县贝尔维尔（Belville）境内路段树立历史纪念牌，纪念豪的功绩。男演员约翰·麦克因泰（John McIntire）在1955年电影《猩红外套》（The Scarlet Coat）中扮演豪，影片取材自贝内迪克特·阿诺德的叛变阴谋。

### 叛变传闻
多位学者提出质疑，认为豪在哈德逊河谷经营间谍网络期间曾同英方谈判，希望以叛变换取英国正规军军官职位，这与贝内迪克特·阿诺德1780年时的做为类似:740–741。早在1776年豪刚升任准将后不久，就有位名叫亨利·凯利（Henry Kelly）的保皇党商人向大英帝国殖民地国务卿第一任萨克维尔子爵乔治·热尔曼（George Germain, 1st Viscount Sackville）提议，可以轻易策反豪加入英军。凯利还进一步声称，豪的叛变可以让英国在战争中得到很大好处:727–728。
1780年，贝内迪克特·阿诺德的叛变阴谋败露，叛逃的前英国军官比斯利·埃德加·乔尔（Beesly Edgar Joel）上尉:738–739声称，除阿诺德外，还有另一位大陆军军官打算叛变，并在受审后招认此人就是豪。乔尔声称，他的消息来自威廉·特赖恩的副手埃德蒙·范宁。乔尔还进一步称，豪是利用交换囚犯来与英方传递信息。华盛顿和国会战争委员会怀疑乔尔是英国间谍，所以不相信他的说法，此后托马斯·杰斐逊和弗吉尼亚殖民地政府任命乔尔带领爱国者民兵对抗当地保皇党武装。:740此外，纽约保皇党、豪手下的间谍约书亚·赫特·史密斯在1780年4月29日的日记中记录，他的哥哥托马斯·史密斯（Thomas Smith）得到消息，有人在英军和爱国者之间传递情报，使用的方法和此前乔尔所说的交换囚犯基本一致。1780年9月28日，威廉·史密斯告知亨利·克林顿，称他相信“鲍勃·”豪有意背叛爱国者。:741
此后，包括道格拉斯·索撒尔·弗里曼（Douglas Southall Freeman）在内的多位历史学家都认为，有关豪试图叛变的传闻纯属无稽之谈，都不过是乔尔蓄意捏造，来向爱国者政府示好:740–741。查尔斯·贝内特（Charles E. Bennett）和唐纳德··列侬（Donald R. Lennon）合著过全面介绍豪生平的著作，书中只用了1页探讨将军涉嫌叛变的传闻:129。不过，弗里曼的判断主要是以华盛顿对这些传闻的评估为依据，但华盛顿并不知道威廉·史密斯的日记中也有相应记载。豪也可能只是向英国人放出打算叛变的风声，以掩盖他管理的庞大间谍网络运作，包括菲力·斯凱勒在内的其他大陆军间谍首脑也曾使用同类战术:741。美国史学家菲利普·兰勒特（Philip Ranlet）在研究过豪的事业和动机后认为，斯凱勒声名显赫，相比之下豪的事业中到处都是失败，所以豪的确有可能试图叛变。如今，没有任何证据能够切实无疑地证明，罗伯特·豪当年究竟是否打算叛变:742。